# Terrebasse
Terrebasse ist eine französische Gemeinde mit 139 Einwohnern (Stand: 1. Januar 2022) im Département Haute-Garonne in der Region Okzitanien. Sie gehört zum Kanton Cazères und zum Arrondissement Saint-Gaudens. 
Nachbargemeinden sind Samouillan im Nordwesten, Francon im Norden, Lescuns im Nordosten, Sana im Osten, Martres-Tolosane im Südosten, Marignac-Laspeyres im Süden, Alan im Südwesten und Bachas im Westen.

## Bevölkerungsentwicklung
| Jahr                      | 1962 | 1968 | 1975 | 1982 | 1990 | 1999 | 2008 | 2016 | 2019 |
| ------------------------- | ---- | ---- | ---- | ---- | ---- | ---- | ---- | ---- | ---- |
| Einwohner                 | 198  | 165  | 124  | 116  | 111  | 121  | 129  | 139  | 138  |
| Quelle: Cassini und INSEE |      |      |      |      |      |      |      |      |      |

## Sehenswürdigkeiten
- Kirche St-Barthélemy, erbaut im 16. Jahrhundert